# Ucea (Brașov)
Ucea é uma comuna romena localizada no distrito de Brașov, na região histórica da Transilvânia. A comuna possui uma área de 102.18 km² e sua população era de 2216 habitantes segundo o censo de 2007.